# Raxifabia porosa
Raxifabia porosa är en mossdjursart som beskrevs av Gordon 1993. Raxifabia porosa ingår i släktet Raxifabia och familjen Bifaxariidae. Inga underarter finns listade i Catalogue of Life.